# Miss Bolivia 2019
La 40.ª edición del certamen Miss Bolivia, correspondiente al año 2019 se celebró el 29 de junio en el Salón Sirionó de la FexPo, en la ciudad de Santa Cruz de la Sierra. Concursantes de los nueve departamentos bolivianos compitieron por este título de belleza. Al final del evento, Joyce Prado - Miss Bolivia 2018 coronó a su sucesora Fabiana Hurtado como la nueva Miss Bolivia Universo 2019 y tendrá el derecho de representar al país en Miss Universo 2019.

## Resultados
| Posiciones                      | Departamento      | Candidata                       |
| Miss Bolivia Universo 2019      | - Miss Santa Cruz | - Fabiana Hurtado Tarrazona     |
| Miss Bolivia Internacional 2019 | - Miss Chuquisaca | - Valentina Pérez Medina        |
| Miss Bolivia Grand 2019         | - Miss Cochabamba | - Carolina Paz Rojas            |
| Primera finalista               | - Miss Tarija     | - Angélica Romero Montaño       |
| Segunda finalista               | - Srta Litoral    | - Fernanda Castedo Vaca Pereira |
| Tercera finalista               | - Srta Pando      | - Neyda Chuquimia Calderón      |
| Cuarta finalista                | - Srta La Paz     | - Madahi Colque Durán           |
| Quinta finalista                | - Srta Tarija     | - Kamile Crespo Tejerina (Δ)    |

(Δ) Fue elegida por el voto del público en Internet

### Miss Bolivia Mundo
| Posiciones                  | Departamento      | Candidata                   |
| Miss Bolivia Mundo 2019     | - Srta Santa Cruz | - Iciar Díaz Camacho        |
| Virreina Miss Bolivia Mundo | - Miss Chuquisaca | - Valentina Pérez Medina    |
| Primera finalista           | - Miss Litoral    | - Fabiana Ayaviri Gutiérrez |
| Segunda finalista           | - Srta Cochabamba | - Reachel Torrez Siles      |

### Miss Bolivia Supranacional
En la noche del Miss Bolivia 2019, Promociones Gloria presentó a María Elena Antelo Molina (Miss Bolivia Internacional 2018) como la Miss Bolivia Supranacional 2019.

## Títulos previos
| Título                                 | Departamento       | Candidata                       |
| Miss Deporte Patra                     | - Srta. Santa Cruz | - Iciar Díaz Camacho            |
| Miss Personalidad UDABOL               | - Srta. Santa Cruz | - Iciar Díaz Camacho            |
| Mejor Cabellera Pelikar                | - Miss. Santa Cruz | - Fabiana Hurtado Tarrazona     |
| Miss Silueta Emma Spa                  | - Srta. Santa Cruz | - Iciar Díaz Camacho            |
| Mejor Sonrisa Orest                    | - Miss. Santa Cruz | - Fabiana Hurtado Tarrazona     |
| Chica AmasZonas                        | - Miss Chuquisaca  | - Valentina Pérez Medina        |
| Mejor Traje Típico                     | - Srta Oruro       | - Fabiola Céspedes Bustillos    |
| Mejor Rostro Redes Sociales            | - Miss Cochabamba  | - Carolina Paz Rojas            |
| Miss Fotogénica El Deber               | - Miss Tarija      | - Angélica Romero Montaño       |
| Mejor Proyecto «Belleza con Propósito» | - Miss Chuquisaca  | - Valentina Pérez Medina        |
| Miss Amistad y Simpatía                | - Miss Potosí      | - Pamela Caviedes Villavicencio |

Áreas de competencia en títulos previos;
- Miss Deporte Patra
  - Miss Deporte Patra - Iciar Diaz (Srta. Santa Cruz)
  - Segundo lugar - Carolina Paz (Miss Cochabamba)
  - Tercer lugar - Fernanda Castedo (Srta. Litoral)
  - Top 5 - Finalista: Pamela Caviedes (Miss Potosi)
  - Top 5 - Finalista: Fabiana Hurtado (Miss Santa Cruz)

- Mejor Traje Típico
  - Mejor Traje Típico - Fabiola Céspedes (Srta. Oruro). Diseño: Rommel Rojas
  - Segundo lugar - Joselin Mariscal Monzon (Srta. Potosí). Diseño: Sonia Aviles
  - Tercer lugar - Fabiana Hurtado (Miss Santa Cruz). Diseño: Eduardo Rivera
  - Cuarto lugar - Kamile Crespo (Srta. Tarija). Diseño: Eduardo Rivera

- Miss Silueta
  - Miss Silueta 2019 - Iciar Diaz (Srta. Santa Cruz)
  - Top 3 - Finalista:  Carolina Paz (Miss Cochabamba)
  - Top 3 - Finalista: Fabiana Hurtado (Miss Santa Cruz)

## Relevancia histórica del Miss Bolivia 2019
- Santa Cruz, gana la corona del Miss Bolivia por 29.ª vez, siendo el departamento con más coronas nacionales.
- Es el segundo año consecutivo que Miss Santa Cruz, gana el Miss Bolivia Universo.
- Miss Chuquisaca, gana el Miss Bolivia Internacional por segunda ocasión, la primera fue en el 2013.
- Miss Cochabamba, gana el Miss Grand Bolivia por segunda ocasión, la primera fue en el 2016.
- Miss Chuquisaca y Miss Tarija, clasifican por cuarto año consecutivo.
- Miss Santa Cruz repite clasificación a finalistas.
- Srta Litoral clasificó por última vez en 2017.
- Srta Tarija clasificó por última vez en 2015.
- Srta La Paz clasificó por última vez en 2009.
- Srta Pando clasifica por primera vez en la historia del certamen.
- Srta Santa Cruz no clasifica entre las finalista por obtener directamente el título de Miss Bolivia Mundo 2019, rompiendo una racha de clasificaciones que mantenía desde el 2013
- Miss Chuquisaca logró obtener dos títulos importantes Virreina del Miss Bolivia Mundo y Miss Bolivia Internacional.
- Oruro obtiene por segunda vez consecutiva el título de Mejor traje regional
- Miss Potosí obtiene por primera vez el título de Miss Amistad y Simpatía.
- Las candidatas con mayor edad al momento de la elección fueron Srta Cochabamba y Srta Oruro ambas con 26 años. Y las candidatas con menor edad fueron Srta Beni, Miss Litoral y Miss Perla del Acre con 17 años de edad.
- Las candidatas con mayor estatura al momento de la elección fue Srta Litoral con 1.80 y la más baja fue Srta. Oruro con 1.65 de estatura.

## Representaciones internacionales
Candidata a Miss Bolivia representaran a Bolivia en algunos concursos internacionales.
| Candidata                         | Concurso internacional                     | País/Sede      | Resultados/Reconocimiento      |
| - Fabiana Hurtado Tarrazona       | Miss Universo 2019                         | Estados Unidos | No clasificó                   |
| - Iciar Díaz Camacho              | Miss Mundo 2019                            | China          | No clasificó                   |
| - Valentina Pérez Medina          | Miss Internacional 2019                    | Japón          | No clasificó                   |
| - Valentina Pérez Medina          | Reinado Internacional del Café 2019        | Colombia       | No clasificó / Mejores Piernas |
| - Valentina Pérez Medina          | Miss Tierra 2020                           | Filipinas      | No clasificó                   |
| - Carolina Paz Rojas              | Miss Grand Internacional 2019              | Venezuela      | No clasificó                   |
| - Fernanda Castedo Vaca Pereira   | Miss Tierra 2019                           | Filipinas      | No clasificó                   |
| - Angélica Romero Montaño         | Reina Hispanoamericana 2019                | Bolivia        | No clasificó                   |
| - Angélica Romero Montaño         | Reinado Internacional del Café 2023        | Colombia       | No clasificó                   |
| - Ana Pereira Rosas               | Miss Turismo Internacional 2019            | Malasia        | No clasificó                   |
| - María del Carmen Milán Martínez | Miss Teen Model Internacional 2019         | Perú           | No clasificó                   |
| - Reachel Torrez Siles            | Miss America Continental 2020              | Uruguay        | Ganadora                       |
| - Reachel Torrez Siles            | Reinado Internacional de la Primavera 2019 | Perú           | Ganadora                       |
| - Reachel Torrez Siles            | Reinado Internacional del Trópico 2018     | El Salvador    | Segunda finalista              |
|                                   |                                            |                |                                |

## Áreas de competencia
Concentración.- Las 30 candidatas a Miss Bolivia 2019 se reunieron en el Hotel Yotau para hospedarse en el tiempo de la competencia.
Final .- La noche final se transmitirá en vivo para toda Bolivia por Red Uno, además se transmitirá vía Internet para todos los países y territorios desde Santa Cruz, Bolivia, el 6 de julio de 2019. y será conducido por Carlos Rocabado, Sandra Alcázar y Desiree Durán.
El grupo de 15 semifinalistas se dará a conocer durante la competencia final.
Todas las 30 candidatas serán evaluadas por un Jurado final:
- El opening será donde las 30 candidatas desfilaron en presentación de sus trajes típicos o alegórico representando a su región.
- Las 30 candidatas desfilaron en una ronda en traje de baño (similares para todas).
- Posteriormente, las mismas desfilaron en traje de noche (elegidos al gusto de cada concursante).
- Basado en el desenvolvimiento en las áreas mencionadas, el jurado eligara las quince (15) semifinalistas de la noche.
- Las quince (15) semifinalistas se sometieron a una entrevista personal sobre conocimiento de su vida personal.
- Basado en las respuestas en sus calificaciones en la ronda de entrevista de las 15 semifinalistas, se elegirá las diez (10) finalistas.
- Las diez (10) finalistas responderán una pregunta (todas tendrán la misma pregunta pero no podrán escuchar las respuestas).
- Basado en las respuestas en sus calificaciones en la ronda de preguntas de las 10 finalistas, se elegirá las cinco (5) finalistas y el jurado determinara las posiciones finales y a la ganadora, Miss Bolivia 2019.

## Candidatas
22 candidatas compitieron por el título.
| Candidata        | Nombre                               | Edad | Estatura        | Ciudad de Origen        |
| Miss Beni        | Fátima Saive Alcázar Montejo         | 21   | 1,70 m (5′ 7″)  | San Borja               |
| Srta. Beni       | María del Carmen Milán Martínez      | 17   | 1,74 m (5′ 9″)  | Guayaramerin            |
| Miss Chuquisaca  | Valentina Pérez Medina               | 21   | 1,75 m (5′ 9″)  | Sucre                   |
| Srta. Chuquisaca | Ana María Pereira Rosas              | 20   | 1,78 m (5′ 10″) | Sucre                   |
| Miss Cochabamba  | Natalia Carolina Paz Rojas           | 19   | 1,76 m (5′ 9″)  | Cochabamba              |
| Srta. Cochabamba | Reachel Alison Torrez Siles          | 26   | 1,68 m (5′ 6″)  | Cochabamba              |
| Miss Illimani    | Fernanda Maceda Mercado              | 22   | 1,72 m (5′ 8″)  | Ciudad de La Paz        |
| Miss La Paz      | Carla Andrea Terán Argote            | 26   | 1,68 m (5′ 6″)  | El Alto                 |
| Srta. La Paz     | Madahi Eliane Colque Durán           | 24   | 1,76 m (5′ 9″)  | Ciudad de La Paz        |
| Miss Litoral     | Fabiana Ayaviri Gutiérrez            | 17   | 1,79 m (5′ 10″) | Vallegrande             |
| Srta. Litoral    | Fernanda Isabel Castedo Vaca Pereyra | 23   | 1,81 m (5′ 11″) | Santa Cruz de la Sierra |
| Miss Oruro       | Alexandra Judith Cárdenas Quiroga    | 24   | 1,72 m (5′ 8″)  | Ciudad de Oruro         |
| Srta. Oruro      | Fabiola Silvana Céspedes Bustillos   | 23   | 1,70 m (5′ 7″)  | Ciudad de Oruro         |
| Miss Pando       | Diana Carlyle Cuéllar Henrique       | 24   | 1,71 m (5′ 7″)  | Cobija                  |
| Srta. Pando      | Neyda Yushara Chuquimia Calderón     | 21   | 1,70 m (5′ 7″)  | Cobija                  |
| Perla del Acre   | Cleisi Capiona Rosendo               | 17   | 1,68 m (5′ 6″)  | El Porvenir             |
| Miss Potosí      | Pamela Renee Caviedes Villavicencio  | 23   | 1,70 m (5′ 7″)  | Sucre                   |
| Srta. Potosí     | Jhoselyn Valery Mariscal Monzón      | 23   | 1,76 m (5′ 9″)  | Ciudad de Potosí        |
| Miss Santa Cruz  | Fabiana Hurtado Tarrazona            | 21   | 1,70 m (5′ 7″)  | San Ignacio de Velasco  |
| Srta. Santa Cruz | Iciar Díaz Camacho                   | 22   | 1,71 m (5′ 7″)  | San Ignacio de Velasco  |
| Miss Tarija      | Dayana Angélica Romero Montaño       | 18   | 1,78 m (5′ 10″) | Cercado                 |
| Srta. Tarija     | Kamile Antoinette Crespo Tejerina    | 18   | 1,72 m (5′ 8″)  | Villa Montes            |

### Suplencias
- Nuria Daza (Srta La Paz) renunció a su título por motivos estrictamente personales. Por lo que Madahi Colque tomó su lugar, y por ende Fernanda Maceda primera finalista en su concurso departamental asumió el título de Miss Illimani.

## Datos acerca de las candidatas
- Algunas de las delegadas del Miss Bolivia 2019 han participado, o participarán, en otros certámenes de importancia regionales, nacionales e internacionales:
  - Iciar Diaz fue coronada como Reina del Carnaval Cruceño 2021
  - Fátima Alacázar (Miss Beni) fue Srta. San Borja 2018
  - María Milán (Srta. Beni) fue Miss Guayaramerin  2019
  - Valentina Pérez (Miss Chuquisaca), fue "Miss Centralista 2018" de la fraternidad caporales Sucre.
  - Reachel Torrez (Srta. Cochabamba) - fue Miss Bolivia Trópico 2018 y participó en el Reinado Internacional del Trópico 2018 en Honduras, donde logró ubicarse de Tercera Finalista.
  - Pamela Caviedes (Miss Potosí) - fue Srta. Ferial 2018 de la Feria exposición de Sucre.
  - Jhoselyn Mariscal (Srta Potosí) - en el 2013 fue Reina del Carnaval de Potosí.
  - Andrea Teran (Miss La Paz), fue candidata a Reina del Carnaval Paceño 2018 donde no logró tener ninguna ubicación alguna.
  - Fabiana Ayaviri (Miss Litoral), fue ganadora del certamen Miss Vallegrande 2018.
  - Fernanda Castedo (Srta. Litoral), fue Reina de Santa Cruz en el 2016.
  - Diana Cuellar (Miss Pando), es actual Miss Cobija 2019.
  - Neyda Chuquimia (Srta. Pando), es actual Miss Universidad Amazónica de Pando 2019.
  - Claisi Capiona (Miss Perla del Acre), fue ganadora del concurso Miss Feria del Pescado 2017 y es actual Miss Porvenir 2019.
  - Fabiana Hurtado (Miss Santa Cruz), fue ganadora del concurso nacional Reinado de Belleza Bolivia en el 2018.
  - Angélica Romero (Miss Tarija) fue candidata a Reina del Carnaval Chapaco 2018 donde no logró ninguna clasificación.
  - Kamile Crespo (Srta. Tarija) fue Miss Expochaco 2018 y es actual Miss Villa Montes 2019

- Algunas de las delegadas nacieron o viven en otro departamento, región o país al que representarán, o bien, tienen un origen étnico distinto:
  - Pamela Mariscal (Miss Potosí), nació en Potosí pero reside en Sucre.
  - Fabiola Cespedes (Srta Oruro), reside en la ciudad de La Paz.

- Otros datos significativos de algunas delegadas:
  - Diana Cuellar (Miss Pando) es hermana de la Miss Pando 2011 Dayana Cuéllar H.
  - Iciar Díaz (Srta. Santa Cruz) es una cantante boliviana reconocida a nivel nacional e internacional, su mayor éxito fue CUMBIA LENTA al interpretarla por el famoso Fabio Zambrana.

## Debuts, regresos y retiros en el Miss Bolivia 2019
- - EL título de Miss Perla del Acre, hace su debut en el Miss Bolivia, siendo la primera vez en la historia que el departamento de Pando lleva 3 candidatas al concurso nacional.
  - Luego de dos años de participación seguidas Miss Amazonia y Miss Andalucía no participan en el Miss Bolivia.
  - Miss Valle se retiró del concurso pese a ser una candidata oficial a la corona nacional.
  - El título de Miss Residentes se retira este año al no presentarse ninguna señorita al casting para dicho título.

## Candidatas que no participaron en Miss Bolivia 2019
Las candidatas que fueron elegidas en sus concursos departamentales pero que no participaron en el concurso nacional fueron:
| Candidata               | Nombre                               | Edad | Estatura            | Ciudad de Origen |
| Miss Altiplano          | Reyna Alejandra Quisbert Morales     | 22   | 1,68 m (5′ 6″)      | Ciudad de Oruro  |
| Miss Amazonía           | María Rosa Rioja Oyola               | 16   | 1,74 m (5′ 9″)      | Guayaramerin     |
| Miss Andalucía          | Valeria Mariel Romero Gonzáles       | 21   | 1,68 m (5′ 6″)      | Cercado          |
| Miss Capital            | Edith Karina Cerezo Rodríguez        | 23   | 1,68 m (5′ 6″)      | Monteagudo       |
| Residentes en Australia | Isabel Mónica Páez Cuello            | 18   | 1,78 m (5 ft 10 in) | Sídney           |
| Residentes en EE.UU.    | María de los Ángeles McÁllister Ruiz | 18   | 1,83 m (6 ft 0 in)  | Miami            |
| Miss Valle              | Mariana Ballivian Vargas             | 22   | 1,68 m (5′ 6″)      | Cochabamba       |
| Miss Villa Imperial     | Yesica Stefany Gutiérrez Carrasco    | 22   | 1,70 m (5′ 7″)      | Ciudad de Potosí |

Datos interesantes:
- Mariana Ballivian (Miss Valle) - fue designada por Promociones Gloria (antes del Miss Cochabamba) como Miss Piel Dorada Bolivia 2019 y representará a Bolivia en el Miss Piel Dorada Internacional 2019 en México.